# 22 км (колійний пост, Одеська дирекція Одеської залізниці)
22 кіломе́тр — залізничний колійний пост Одеської дирекції Одеської залізниці.
Розташований у смт Великодолинське Одеського району Одеської області на лінії Одеса-Застава I — Арциз між станціями Ксенієве (5 км) та Аккаржа (6 км).
Точна дата відкриття колійного поста невідома. Виник пост після 1981 року на вже існуючій лінії Одеса — Ізмаїл, електрифікований 1973 року. Зупиняються приміські електропоїзди.